# Luis Reynoso Cervantes
Luis Reynoso Cervantes (n. Ciudad de México, México, 21 de septiembre de 1926 – f. íd.,  20 de diciembre de 2000) fue un obispo mexicano de la Iglesia católica. Fue el III obispo de la Diócesis de Ciudad Obregón y el IX de la Diócesis de Cuernavaca.

## Biografía

### Formación
Al ingresar al Seminario Conciliar de México fue enviado a la Pontificia Universidad Gregoriana de Roma para continuar con sus estudios, obteniendo la licenciatura en teología y el doctorado en Derecho Canónico. 

### Sacerdocio
Recibió la ordenación sacerdotal el 9 de abril de 1950.
Fue párroco y capellán en diferentes lugares, además de profesor en el Seminario Conciliar y en la Universidad Nacional Autónoma de México.

## Episcopado

### Obispo Auxiliar de Monterrey
El 13 de abril de 1978 fue nombrado obispo titular de la diócesis de Case Calane y obispo auxiliar de Monterrey por el papa Pablo VI, recibiendo la consagración episcopal de José de Jesús Tirado y Pedraza y, como concelebrante, Ernesto Corripio Ahumada.

### Obispo de Ciudad Obregón
El papa Juan Pablo II lo nombró obispo de Ciudad Obregón el 15 de julio de 1982, 

### Obispo de Cuernavaca
El 17 de agosto de 1987; el mismo pontífice lo nombró obispo de Cuernavaca, permaneciendo en el cargo hasta el día de su muerte.
Contribuyó en la construcción de la sede actual del seminario de Cuernavaca por motivo del primer centenario de la diócesis.